# ماري كاربنتر
ماري كاربنتر (منذ 3 أبريل 1807 حتى 14 يونيو 1877) مصلحة تعليمية واجتماعية إنجليزية. وهي ابنة قس موحِّد، أسست مدرسة إصلاحية ومدرسة للفقراء، مما أتاح فرصًا تعليمية لم تكن متوفرة من قبل للأطفال الفقراء والمجرمين الصغار في بريستول.
نشرت مقالات وكتبًا عن عملها وكان تأثيرها فعالًا في الموافقة على العديد من القوانين التعليمية في منتصف القرن التاسع عشر. كانت أول امرأة تكتب بحثًا وتنشره في الجمعية الإحصائية في لندن. أجرت العديد من المؤتمرات والاجتماعات وأصبحت معروفة كواحدة من أبرز المتحدثين في عصرها. كانت كاربنتر ناشطة في الحركة المناهضة للعبودية، وزارت الهند والمدارس والسجون وعملت على تحسين تعليم الإناث وإنشاء المدارس الإصلاحية وتحسين ظروف السجون. في السنوات اللاحقة، زارت أوروبا وأمريكا، واهتمت في حملاتها بالإصلاح الجنائي والتعليمي.
أيدت كاربنتر علنًا حق المرأة في الاقتراع في سنواتها الأخيرة وقامت أيضًا بحملة من أجل وصول الإناث إلى التعليم العالي. دُفنت في مقبرة أرنوس فيل في بريستول ويوجد نصب تذكاري لها في الجناح الشمالي لكاتدرائية بريستول.

## حياتها الباكرة
ولدت كاربنتر في عام 1807، في إكستر، وهي الطفل الأول للانت كاربنتر، وهو قسيس موحّد في إكستر، وآنا (أو هانا) بين. في عام 1817 انتقلت العائلة إلى بريستول، حيث تولى والدها مسؤولية دار اجتماعات لوين للتوحديين، وأسس مدرسة داخلية في شارع جريت جورج، براندون هيل، كانت تديرها زوجته وبناته، حيث درست ماري العلوم والرياضيات واليونانية واللاتينية. درست في المدرسة، وعملت كمربية في جزيرة وايت وهيرتفوردشاير، وفي عام 1827، عادت إلى بريستول لتصبح مديرة المدرسة لما يُعرف حاليًا بمدرسة السيدة كاربنتر الداخلية للسيدات الشابات.
في عام 1833 قابلت رام موهان روي، مؤسس حركة براهمو ساماج التي أصلحت الهندوسية الاجتماعية، وتأثرت بفلسفته خلال إقامتها القصيرة مع الآنسة كاسل والآنسة كيدل في بيتش هاوس في ستابلتون قبل وفاة روي بسبب التهاب السحايا في سبتمبر من ذلك العام. في وقت لاحق من ذلك العام، التقت أيضًا بجوزيف تاكرمان، موحّد أمريكي اهتم اهتم بتحسين أحوال الفقراء. ويقال إنه ألهمها بدء طريقها بالإصلاح الاجتماعي جزئيًا من خلال كلامها ومسيرها معه في الأحياء الفقيرة في بريستول، وخاصة بعد رؤيتهم لصبي صغير يركض وهو يرتدي خرقًا في طريقهم، إذ علق تاكرمان: «يجب اتباع هذا الطفل إلى منزله ورؤيته بعد ذلك». تستند كتابات كاربنتر اللاحقة على الأفكار التي طورتها من مراسلاتها مع تاكرمان.

## العمل الاجتماعي ومكافحة العبودية
في عام 1835 ساعدت في تنظيم «جمعية العمل والزيارات»، في الأحياء الفقيرة حول ميد لوين، والتي عملت سكرتيرة فيها لحوالي عشرين عامًا. استوحت هذه المجموعة من عمل تاكرمان في بوسطن. كانت أغراض هذه الجمعيات زيارة الفقراء وجمع الأموال من الطبقات المتوسطة الناشئة للتخفيف من حدة الفقر وتحسين التعليم. بعد وفاة والدها في عام 1840، عملت كاربنتر مع شقيقاتها في مدرسة والدتها الداخلية في وايتلايدز رود، كليفتون.
في عام 1843، أثارت زيارة صمويل ماي اهتمامها بالحركة المناهضة للعبودية. في عام 1846، حضرت اجتماعًا تناوله مؤيد إلغاء عقوبة الإعدام البارز ويليام لويد جاريسون وفريدريك دوغلاس، الذي هرب من العبودية في عام 1838. ساهمت في جهود جمع الأموال لقضية إلغاء عقوبة الإعدام وحافظت على اهتمامها بهذا الموضوع على مدار العشرين عامًا القادمة. كان إخوتها ويليام وفيليب ورسل وشقيقتها آنا نشطين أيضًا في هذه الحملة. في عام 1851، دفعتها عودة عبد هارب من بوسطن إلى الولايات الجنوبية للقول عن قانون العبيد الهاربين لعام 1850 أن الولايات المتحدة «ارتكبت عملًا فظيعًا ... ضد الإنسانية وضد نفسها وضد الله». دفعها هذا الحدث إلى التركيز على عملها التربوي.
قدمت مشروع قانون إلى البرلمان «لتوفير تعليم أفضل للأطفال في المناطق الصناعية»، لكن لم يوافَق عليه بسبب المعارضة غير المتوافقة، إذ كان يُنظر إليه على أنه يعطي الأولوية لموقف كنيسة إنجلترا. نتيجة لفشل مشروع القانون، ظهرت مدارس للفقراء في العديد من المدن الإنجليزية ووفرت التعليم والطعام والملابس لهم. دفع ذلك كاربنتر لبدء مثل هذه المدرسة بنفسها في لوين ميد، بريستول. وتبع ذلك إنشاء مدرسة ليلية للكبار. في عام 1848، منحها إغلاق مدرستها الخاصة مزيدًا من الوقت للعمل التربوي والخيري. نشرت مذكرات لجوزيف تاكرمان وسلسلة من المقالات عن مدارس الفقراء التي نُشرت في «ذا انكواير»، وهي صحيفة إنجليزية توحيدية، ثم نُشرت لاحقًا على شكل كتاب.

## الهند
في عام 1866، زارت كاربنتر الهند، وكانت تطمح لهذه الزيارة منذ لقائها مع رجا رام موهان روي في عام 1833. زارت كلكتا ومدراس وبومباي، ووجدت أن معظم الفتيات لم يتعلمن بعد سن الثانية عشرة، بشكل أساسي بسبب نقص المعلمات المتعلمات. خلال زيارتها، التقت كاربنتر مع كيشاب شاندرا سين، زعيم براهمو ساماج. طلب منها سين تشكيل منظمة في بريطانيا لتحسين الاتصال بين الإصلاحيين البريطانيين والهنود، وهو ما فعلته في عام 1870، وأسسوا بعد ذلك الرابطة الهندية الوطنية. زارت العديد من المدارس والمستشفيات وشجعت القادة الاستعماريين الهنود والبريطانيين على تمويلها. كانت قلقة بشكل خاص من الافتقار إلى التعليم الجيد للإناث الذي يؤدي إلى نقص في عدد المعلمات والممرضات والقابلات. أقيمت قاعة ماري كاربنتر في مدرسة براهمو للبنات في كلكتا كنصب تذكاري لها.
شاركت أيضًا في افتتاح جمعية البنغال للعلوم الاجتماعية، ووجهت ورقة إلى الحاكم العام حول مقترحات لتعليم الإناث، والمدارس الإصلاحية وتحسين ظروف السجون. عادت إلى الهند في عام 1868 وحصلت على تمويل لإنشاء مدرسة عادية لتعليم المعلمات الهنديات. في عام 1875 قامت بزيارة أخيرة وتمكنت من رؤية العديد من مخططاتها قيد العمل. وقدمت مقترحات لإصلاح السجون الهندية إلى سكرتير الحكومة الهندية.